# حارة فج عطان (صنعاء)
حارة فج عطان هي إحدى حارات حي عطان بمديرية الوحدة إحد مديريات العاصمة اليمنية صنعاء، بلغ تعداد سكانها 469 نسمة حسب تعداد اليمن لعام 2004.